# MUC1
Муцин-1 (MUC1, CD227) — мембранный белок, протеогликан из группы муцинов. Синтезируется апикальной поверхностью эпителиальных клеток и обеспечивает их защиту от бактерий и ферментов.

## Функция
Альфа-субъединица муцина-1 обладает свойствами клеточной адгезии, причём белок может действовать как адгезивный, так и анти-адгезивный. Обеспечивает защитный слой эпителиальных клеток против бактерий и повреждающих ферментов.   
Бета-субъединица играет роль в передаче сигнала клеткой, что опосредовано фосфорилированием белка и белок-белковыми взаимодействиями. Муцин-1 модулирует передачу сигнала через ERK, SRC и NF-κB. В активированных Т-клетках оказывает влияние на Ras/MAPK-сигнальный путь. Усиливает рост опухолей. 

## Структура
Муцин-1 является крупным белком из 1232 аминокислот, который включает 42 повторяющиеся последовательности из 20 аминокислот. Причём количество повторов может варьировать, что является следствием высокой полиморфности гена MUC1. Участок между аминокислотами 1097–1098 является аутолизирующимся. В результате гидролиза этой связи образуются две субъединицы, которые после протеолиза образуют друг с другом нековалентный гетеродимер. 
Внеклеточная альфа-субъединица муцина-1 (фрагмент 24–1097) содержит адгезивные повторы, за счёт которых связывается с ICAM-1 и участвует в клеточной миграции и метастазировании опухолевых клеток. Основная изоформа 1 напрямую связывает SH2-домен белка GRB2 и образует комплекс MUC1/GRB2/SOS1, который отвечает за передачу сигнала опосредованного Ras.
Цитоплазматическая бета-субъединица муцина-1 (фрагмент 1098–1255) содержит большое количество участков связывания с регуляторными белками и определяет участие муцина-1 в нескольких сигнальных путях. Бета-субъединица связывает SRC, CTNNB1 и белки группы ERB.

## Роль в онкологии
Клетки более 80% карцином характеризуются высокой экспрессией муцина-1, изменением профиля гликозилирования и потерей поляризации. Высокий уровень гликозилирования этого белка и высокий уровень его экспрессии приводит к тому, что он образует на поверхности раковых клеток слой, который мешает проникновению, как правило гидрофобных, хемотерапевтических препаратов. С другой стороны, муциновый слой задерживает многочисленные факторы роста из окружающей клетку среды, что приводит к их концентрированию на поверхности клеток и ускорению роста раковых клеток. 
Рассматривается как возможная мишень противораковой терапии.

## См.также
- Муцины
- Кластер дифференцировки